# 巴朗德蒙特阿尔托
巴朗德蒙特阿尔托是巴西米纳斯吉拉斯州的一个市镇。总面积199.105平方公里，总人口5656人，人口密度28.4人/平方公里。